# Замен, Йозеф Август Генрих
Йозеф Август Генрих Замен (нем. Joseph August Heinrich Sahmen; 1 декабря 1829, Дерпт, Лифляндская губерния — 10 февраля 1896, Юрьев, Лифляндская губерния) — российский врач и педагог немецкого происхождения; приват-доцент Императорского Дерптского университета.

## Биография
Родился 1 декабря 1829 года в городе Дерпте в семье профессора медицины Императорского Дерптского университета Готлиба Иосифовича Замена в котором, весьма ожидаемо, Генрих Замен и получил медицинское образование, а в 1854 году защитил докторскую диссертацию под заглавием: «Disquisitiones microscopicae de chiasmatis optici textura». 
До 1857 года Замен пробыл за границей, слушая лекции в Берлине, Праге, Вене и в Италии. 
С 1858 по 1860 год Замен прослужил фабричным врачом в Цинтенгофе близ Пернова; затем в 1860 году он возвратился в Дерпт и был сначала вольнопрактикующим врачом, а после поликлиническим ассистентом и приват-доцентом в альма-матер (1861—1864). 
Йозеф Август Генрих Замен умер 10 февраля 1896 года в родном городе.